# Lossiküla
Lossiküla är en ort i Estland. Den ligger i Sangaste kommun och landskapet Valgamaa, i den södra delen av landet, 190 km sydost om huvudstaden Tallinn. Lossiküla ligger 56 meter över havet och antalet invånare är 101.
Terrängen runt Lossiküla är platt. Runt Lossiküla är det glesbefolkat, med 9 invånare per kvadratkilometer. Närmaste större samhälle är Vana-Antsla, 14,6 km öster om Lossiküla. Omgivningarna runt Lossiküla är en mosaik av jordbruksmark och naturlig växtlighet.